# Нумеро
Урош Радивојевић, познатији као Нумеро, српски је репер и продуцент.

## Биографија
Рођен је у Костолцу. Прву песму је снимио са 12 година, а музиком је озбиљније почео да се бави са 15 година.
Током 2015. нашао се на колаборативном албуму Хип хоп мрежа који је имао за циљ да представи све нове уметнике из тог периода, а Нумеро се представио са песмом Није проблем.
Објавио је два ЕП-а под називом Победе без пехара 1 и 2, 2015. и 2016. године. Свој први албум издао је 2018. године. Албум носи назив Срећно и на њему се налази девет песама, а као гости на албуму се појављују KIMMV, Yungkulovski и Surreal. Други албум, под називом Петак, објавио је крајем 2019. године. На албуму се налази 10 песама, а Брзо Трчи Љанми и Ивона гостују на две песме.
Наступао је на бројним регионалним фестивалима, између осталог на Sea Dance фестивалу у Црној Гори, Егзиту у Новом Саду, Улазу и Bassivity Showcase-у у Београду, Лавфесту у Врњачкој Бањи.

## Контроверзе
Нумеро је крајем децембра 2021. године осумњичен за физичко злостављање његове девојке и његове бивше девојке. Он је 5. јануара 2022. лишен слободе и одређен му је притвор до 30 дана.

## Потенционално пуштање на слободу
Након дуже медијске ћyтње, приметило се да је репер објавио нову песму „Мало Само” и поново окачио све нумере са албума „Петак” на свом SoundCloud профилу, што сугерише да је репер на слободи.

## Дискографија

### Албуми и ЕП-ови
| №  | Назив        | Трајање |  |
| 1. | Пертле       |         |  |
| 2. | Аплауз       |         |  |
| 3. | Није проблем |         |  |
| 4. | Сијај        |         |  |

| №  | Назив                     | Трајање |  |
| 1. | Добар дан                 |         |  |
| 2. | 23                        |         |  |
| 3. | Пабло                     |         |  |
| 4. | Злато (ft. Алимити)       |         |  |
| 5. | Панама (ft. Yungkulovski) |         |  |
| 6. | Победе без пехара         |         |  |

| №  | Назив                          | Трајање |  |
| 1. | Nike                           |         |  |
| 2. | BMW                            |         |  |
| 3. | Број (ft. KIMMY)               |         |  |
| 4. | Gran Turismo                   |         |  |
| 5. | Приштина                       |         |  |
| 6. | Dasvidaniya (ft. Yungkulovski) |         |  |
| 7. | Контрола                       |         |  |
| 8. | Срећно                         |         |  |
| 9. | Треси (ft. Surreal)            |         |  |

| №   | Назив                           | Трајање |  |
| 1.  | То је то                        |         |  |
| 2.  | Вукови                          |         |  |
| 3.  | Мото                            |         |  |
| 4.  | Петак                           |         |  |
| 5.  | 39,2                            |         |  |
| 6.  | Sea Dance (ft. Брзо Трчи Љанми) |         |  |
| 7.  | Hennesy                         |         |  |
| 8.  | Врело лето                      |         |  |
| 9.  | Причај ми лажи                  |         |  |
| 10. | 5 минута (ft. Ивона Пантелић)   |         |  |

### Синглови
- Није проблем (2015)
- Палме и Панама (2016)
- 300 (2017)
- Број (ft. KIMMV, 2018)
- Gran Turismo (2018)
- Треси (ft. Surreal, 2019)
- Бројим (ft. Микса, Струка, 2019)
- Замке (ft. Огњен, 2020)
- Београд (2020)
- Top End' (2021)
- Сваки дан (2021)
- Мало Само (2022)